# فيليب جيمس ديفريز
فيليب جيمس ديفريز (بالإنجليزية: Philip James DeVries)‏ هو أحيائي وعالم حشرات أمريكي، ولد في 7 مارس 1952 في ديترويت في الولايات المتحدة.

## وصلات خارجية
- الموقع الرسمي